# Teenage Mutant Ninja Turtles II: Back from the Sewers
Teenage Mutant Ninja Turtles II: Back from the Sewers, anche conosciuto come Teenage Mutant Hero Turtles II: Back from the Sewers in Europa e semplicemente Teenage Mutant Ninja Turtles 2 (ティーンエイジ・ミュータント・ニンジャ・タートルズ２?, Tīneiji Myūtanto Ninja Tātoruzu Tsū) in Giappone, è un videogioco a piattaforme del 1991 sviluppato e pubblicato dalla Konami per Game Boy. Si tratta del sequel di Teenage Mutant Hero Turtles: Fall of the Foot Clan.